# Jorge Pardón
Jorge Hernesto Pardón García (Arequipa, 1905. március 4. – Lima, 1977. december 19.), perui válogatott labdarúgókapus.
A perui válogatott tagjaként részt vett az 1930-as világbajnokságon illetve az 1927-es és az 1929-es Dél-amerikai bajnokságon.

## Sikerei, díjai
Peru
- Dél-amerikai bronzérmes (1): 1927

## Külső hivatkozások
- Jorge Pardón a FIFA.com honlapján Archiválva 2015. február 4-i dátummal a Wayback Machine-ben